# Sqoop
Sqoop es una aplicación con interfaz de línea de comando para transferir datos entre bases de datos relacionales y Hadoop. Soporta cargas incrementales de una sola tabla o de una consulta SQL en formato libre así como trabajos almacenados que pueden ser ejecutados múltiples veces para importar las actualizaciones realizadas en una base de datos desde la última importación. Las importaciones también pueden poblar tablas en Hive o HBase. Las exportaciones pueden utilizarse para transferir datos desde Hadoop hacia a una base de datos relacional. El nombre Sqoop viene de fusionar las palabras sql y hadoop.
Sqoop se convirtió en un proyecto Apache de nivel superior en marzo de 2012. Sqoop viene con una amplia documentación para usuarios y desarrolladores
Pentaho incluye pasos de conexión como código abierto basados en Sqoop, Sqoop Import y Sqoop Export, en su suite ETL de integración de datos a partir de la versión 4.5 del software. Microsoft utiliza un conector basado en Sqoop para facilitar la transferencia de datos entre SQL Server y Hadoop. Couchbase, Inc. también ofrece un conector Couchbase Server-Hadoop mediante Sqoop.
El API de extensión de Sqoop permite desarrollar nuevos conectores con otras bases de datos y así manejar las pequeñas diferencias que puede haber en el lenguaje de consultas de un proveedor de bases de datos específico.